# Siegfried Urbank

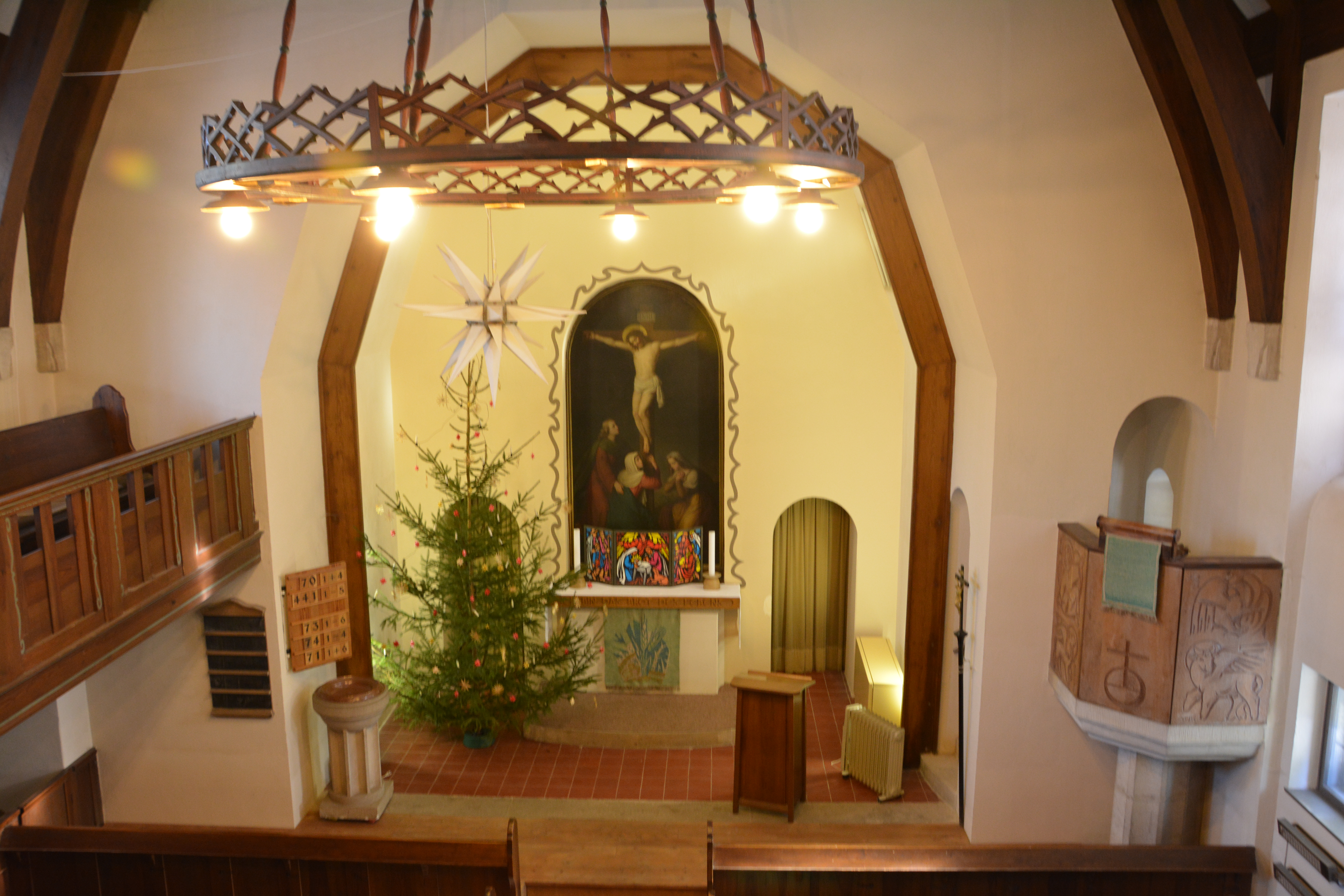
Kanzel der Bergkirche Kipsdorf

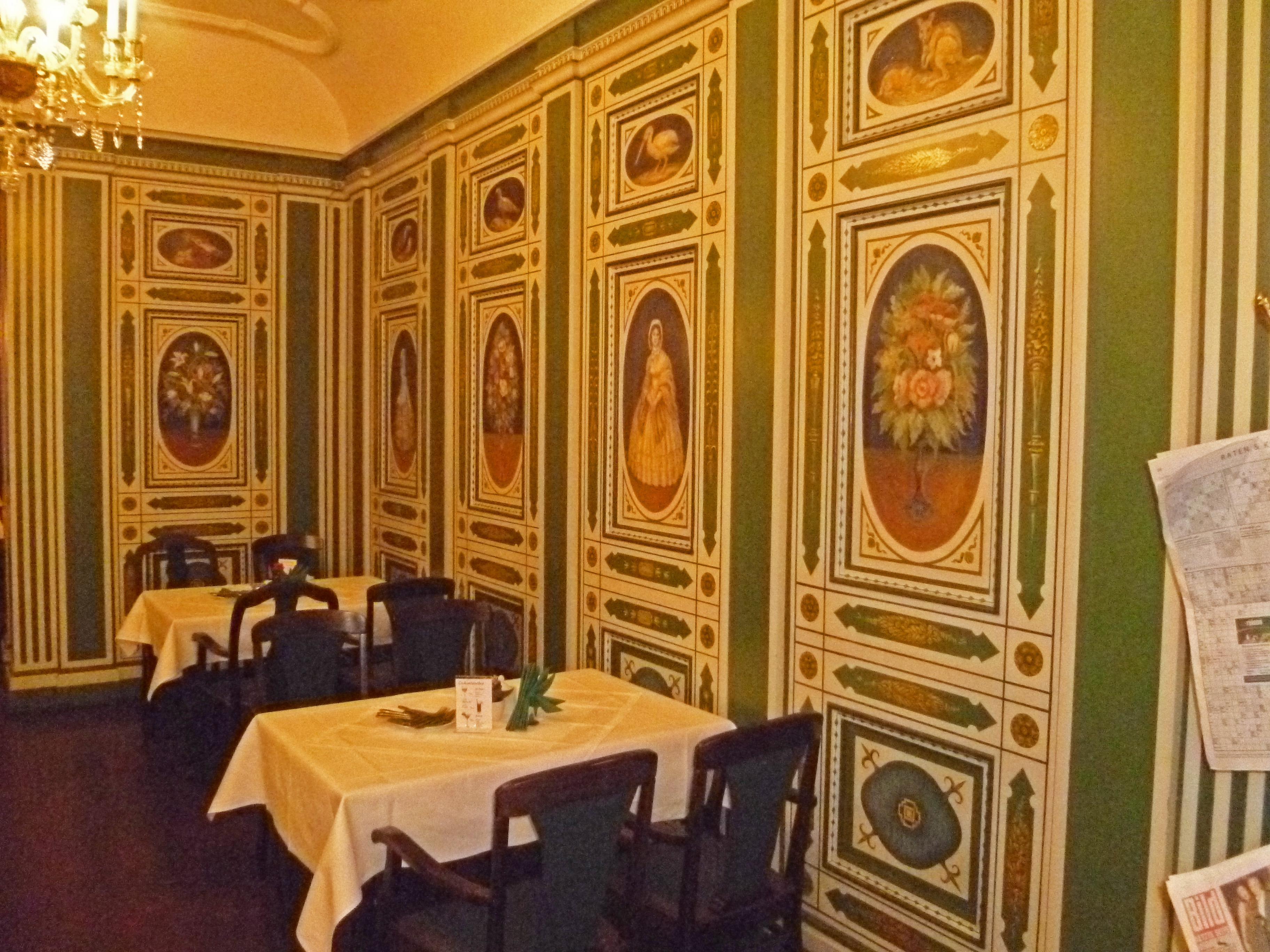
Wand- und Türfüllungen im Italienischen Dörfchen

Willy Siegfried Urbank (* 25. Januar 1928 in Hirschsprung; † 13. Juni 1972 in Geising) war ein Schnitzer und Holzbildhauer aus dem östlichen Erzgebirge. Überregional bekannt wurde er vor allem durch seine zahlreichen lebensnahen Holzplastiken.

## Leben
Siegfried Urbank war das sechstes Kind einer Waldarbeiterfamilie. Ab dem Jahr 1940 besuchte er die Oberschule in Pirna. Anschließend lebte er bei seinen Eltern und arbeitete im Forst mit, gleichzeitig begann er, mit Schnitzarbeiten sich seinen Lebensunterhalt selbst zu verdienen. Dabei begegnete er dem Kunstgewerbelehrer Otto Huniek aus Teplitz. Dieser wollte sich nach der Vertreibung aus seiner Heimat in Altenberg ein neues Leben aufbauen und gründete dort eine Holzbearbeitungsfirma. Aus gelagerten und gehobelten Brettern wurden beispielsweise Figuren für Gesimse, Kränze und Leuchten ausgesägt. Die weitere Bearbeitung übernahm Urbank und er leitete weitere Schnitzer an. Auf Anregung von Huniek, sich bei der Kunstakademie Dresden zu bewerben, begann er dort 1947 sein Studium. Im Fach Zeichnen waren sein Professoren Josef Hegenbarth und Hans Theo Richter, die Professoren Eugen Hoffmann und Reinhold Langner unterrichteten ihn im Fach Plastik. Sein großes Vorbild war der Bildhauer Ernst Barlach mit seiner bestechenden Aussagekraft. Im Jahr 1949 beendete er sein Studium. und arbeitete fortan freiberuflich in Geising. Am 15. Mai 1949 heiratete er Gudrun, geborene Walther, mit welcher er zwei Söhne hatte.
Mit volkstümlichen kleineren Figuren begann er seine künstlerischen Arbeiten. Besonders die Figuren der Bergmänner, Engel, Nußknacker Spanbäume und Waldarbeiter waren die begehrten Objekte. Dann folgten Weihnachtskrippen, Bergmannsparaden und Pyramiden, alle mit geschnitzten Figuren und Objekten. Ein Höhepunkt war die Schnitzarbeit Holzfuhrleit für den 70. Geburtstag von Max Nacke für die Waldschänke Altes Raupennest. In den 50er Jahren unterstützte er die Schnitzgruppe in Glashütte und den Schnitzerzirkel in Geising. Über Ewald Philipp hielt er Vorträge und Schnitzvorführungen beim Kulturbund und der Volkshochschule. Privat beschäftigte er sich auch mit Intarsienarbeiten, gemeinsam mit seinem Freund Richard Zabel. Für die 500-Jahr-Feier der Stadt im Jahr 1962 Geising entwarf er das Festplakat. 
Inzwischen bekam er nun auch von staatlichen Stellen Auftragsarbeiten angeboten. So fertigte er für den Dampfer „Dresden“ der Weißen Flotte in Dresden eine neue Holzvertäfelung und Ausschmückung der Salondecke an. Weitere Arbeiten waren neue Holz- und Wandfüllungen mit geschnitzten Motiven für die wiederaufgebaute Gaststätte „Italienisches Dörfchen“. Für die Hochschule für Körper und Sport in Leipzig erarbeitete er schmuckvolle Türfüllungen der Innenbalkone, dabei unterstützte ihn die Holzbildhauerin Brigitta Großmann-Lauterbach. Weitere Arbeiten folgten für die Semperoper in Dresden. 
Gern fertigte er für Faschingsvereine in Deutschland Faschingsmasken. Ein wichtiger Auftrag, vermittelt von Dresdner Zoodirektor Wolfgang Ullrich, waren neue Puppenköpfe für das Puppentheater Hohnstein für eine Neuaufführung von Faust von Goethe. Zu seinen zahlreichen Ausstellungen gehört eine Personalausstellung im Schloss Lauenstein
.
Arbeiten Urbanks befinden sich im Museum für Sächsische Volkskunst und in der Dresdener Puppentheatersammlung.

## Werke, Auswahl
- 1960: Dampfer „Dresden“, Weiße Flotte Dresden, Salondeck.
- Weihnachtskrippe der Apostelkirche in Dresden
- 1962: Geschnitzte Türfüllungen für die Gaststätte Italienisches Dörfchen in Dresden.
- 1962–1964: Geschnitzte Türfüllungen für die Hochschule für Körper und Sport in Leipzig.
- Kanzel für die Bergkirche Kipsdorf.
- Kruzifix für die Kirche Altenberg.
- Figuren für die katholische Kapelle in Zinnwald.
- Figuren für Rudolf Mauersberger, Nachbildung von sechs bei Bombenangriffen auf Dresden verstorbener Kruzianer für das Museum im Mauersberg.[3]